# Letting Go
Singles de Paul McCartney et les Wings
Listen to What the Man Said
(1975) Venus and Mars/Rock Show
(1975)
Pistes de Venus and Mars
Magneto and Titanium Man Venus and Mars (reprise)
Letting Go est une chanson de Paul McCartney et les Wings parue en mai 1975 sur l'album Venus and Mars. Il s'agit d'un blues au rythme lent et lourd, assez sombre.
La chanson sort en single, dans une version différente de celle de l'album au rythme plus rapide,  en octobre 1975, mais est un des plus gros échecs des Wings : elle ne se classe qu'en 41e position des charts britanniques, et en 39e position aux États-Unis. Elle apparaît néanmoins sur l'album live Wings over America enregistré en 1976.